# Ariel (filme)
Ariel é um filme finlandês do gênero drama, dirigido, produzido e escrito por Aki Kaurismäki. Lançado em 1988, foi protagonizado por Turo Pajala, Susanna Haavisto e Matti Pellonpää.